# Aegla septentrionalis
Aegla septentrionalis es una especie de decápodo aéglido integrante del género Aegla, cuyos miembros son denominados comúnmente cangrejos tanque, cangrejos pancora, cangrejos de agua dulce, falsos cangrejos o cucarachas de río. Este crustáceo habita en aguas dulces del centro-oeste de América del Sur.

## Taxonomía
Esta especie fue descrita originalmente en el año 1994 por los carcinólogos Georgina Bond-Buckup y Ludwig Buckup.
Localidad y ejemplares tipo
El ejemplar holotipo es un macho de 22,90 mm de longitud, etiquetado como el MLP 23 (53 H). Fue colectado por P. Klepovich en el año 1948 proveniente de la localidad de Tupiza, en el departamento de Potosí, Bolivia. Los paratipos son 9 machos con los mismos datos del holotipo, además de 4 hembras de Tupiza, 3 machos y 1 hembra del río Salo, en Potosí, 4 machos del río Sella (antes de unirse con el río Guadalquivir), departamento de Tarija, 3 machos y una hembra de Tomatitas, Méndez; y en la Argentina en la provincia de Jujuy, 1 macho de La Quiaca, 8 machos y una hembra de Yavi Chico, un macho y 4 hembras de Cangrejillo (a 3600 m s. n. m.); y en la provincia de Salta, 3 machos y una hembra del río Arenales.
Etimología
Etimológicamente el término específico septentrionalis referencia a la palabra en latín septentrionales, indicando que de las especies del género que habitan junto a la cordillera andina, esta es la que lo hace más al norte.

## Distribución y hábitat
Este cangrejo habita en el fondo de arroyos de agua dulce de elevada altitud. Se distribuye en áreas altiplánicas del sur de Bolivia y del noroeste argentino, en las provincias de Jujuy y Salta. Birabén encontró en los parajes de Cangrejillo y Cangrejales en el altiplano boliviano a poblaciones de este género atribuibles a esta especie en cuerpos acuáticos situados en altitudes de entre 4000 y 5000 m s. n. m.
Argentina
- Jujuy: La Quiaca, Yavi Chico, Cangrejillo.
- Salta: río Arenales.

Bolivia
- Potosí: Tupiza, río Salo
- Tarija: Tomatitas, río Sella, Río Chico (San Lorenzo)

## Características y costumbres
Los machos de este cangrejo miden en promedio 18,87 mm (extremos de 12,33 y 27,20 mm) y las hembras un promedio 17,95 mm (extremos de 13,60 y 22,90 mm).